# 帕兰氏马先蒿
帕兰氏马先蒿（学名：Pedicularis prainiana）是列当科马先蒿属的植物，是中国的特有植物。分布在中国大陆的西藏等地，生长于海拔3,000米的地区，见于山坡灌丛中，目前尚未由人工引种栽培。